# Frederik Lodewijk Janssen (1885-1959)
Frederik Lodewijk Janssen junior (Amsterdam, 1 juni 1885 – Overveen, 3 februari 1959) was een Nederlands architect en meubelontwerper. 
Hij is de zoon van architect Frederik Lodewijk Janssen en hendrika Catharina Zimmermann.
Bij zijn ontwerpen, die grotendeels alweer verloren zijn gegaan liet hij zich inspireren door Frank Lloyd Wright. In 1929 tot aan zijn dood was hij woonachtig aan de Oranje Nassaulaan te Overveen.  
Junior liet een bioscoop bouwen aan de Jodenbreestraat in Amsterdam. Als extra trekpleister maakte die reclame met biljartzalen. De attributen daarvoor werden besteld bij de Wilhelmina billardfabriek aan de Stadhouderskade 127. De bioscoop is alweer uit het straatbeeld verdwenen. Tevens is hij waarschijnlijk de architect van een villa op Hartelust-Bloemendaal aan de Vijverweg uit 1910, waarvoor hij ook het meubilair ontwierp.
Het rijksmonument aan de Saxen Weimarlaan 39 in Amsterdam is van zijn hand. Van de dubbele villa aan Vredenhofstraat 23-25 (1912) te Haarlem is onbekend, of vader of zoon het ontworpen heeft.